# エリアポ (衛星)
エリアポ (Saturn XXVIII Erriapus) は、土星の第28衛星である。ガリア群に属する衛星である。エッリアポと表記されることもある。
2000年9月23日に、ブレット・J・グラドマン、ジョン・J・カヴェラーズらの観測チームにより発見された。観測にはカナダ・フランス・ハワイ望遠鏡などが用いられている。発見は同年12月7日に国際天文学連合のサーキュラーで公表され、S/2000 S 10 という 仮符号が与えられた。
その後、2003年8月8日にケルト神話の巨人 Erriapus に因んで命名され、Saturn XXVIII という確定番号が与えられた。当初与えられた名称の綴りは Erriapo であり、これは由来となった巨人 Erriapus の与格であったが、2007年12月に主格である Erriapus に変更された。
エリアポは直径が約 10 km の小さな天体であり、土星の周囲を長周期の楕円軌道を描いて周回している。不規則衛星のグループであるガリア群の一員であり、ガリア群の衛星は軌道や物理的性質が類似している。これらの天体の表面はわずかな赤色を示しており、元々は一つの天体であったものが破壊されて群を形成した可能性がある。あるいはガリア群で最も大きいアルビオリックスの破片である可能性もある。